# Machín de Rentería
Machín de Uzanzu conocido como Machín de Rentería, General del Mar Océano, llamado comúnmente Machino o Machín, que significa Martín. Nacido en Rentería (Guipúzcoa).
En 1526 luchó contra el Bey de Argel, Barbarroja, así como contra los franceses en la defensa de Fuenterrabía en 1521 y 1523. Carlos V le concedió el título de general y el escudo de armas.
El 18 de diciembre de 1534, el Emperador ordenó a Martin de Rentería preparar en la costa de Guipúzcoa y Vizcaya una Armada de veinte zabras, de la que será Capitán principal, para acudir con ellas con la mayor presteza posible a unirse con otra armada, para la defensa de la costa contra las incursiones de Barbarroja.

## La defensa deBugía
En 1515 Aruch Barbarroja ataca Bugía, quemando sus naves como Hernán Cortés y sitiando la plaza.
Martín de Rentería, que se encontraba estacionado en Argel con cinco naos vizcaínas, acude en ayuda de la plaza. Su acción permite la llegada de auxilios de Mallorca, Valencia y Cerdeña. Efectúa desembarcos con su gente de mar, atacando los flancos de los sitiadores, clavándoles  (Clavar la artillería era una forma de inutilizarla, clavando un clavo de hierro en el fogón de la pieza, lo que impedía dar fuego a la pólvora.)
la artillería y finalmente, tras la muerte de Xaca Barbarroja (hermano de Aruch), los turcos y berberiscos se ven obligados a retirarse hacia el interior.

## La nao de Machín de Rentería
En 1525, la nao de Machín se encuentra encalmada frente a las costas de Alicante. Una flota berberisca de 18 naves, entre galeras, galeotas y fustas, que estaba saqueando el litoral levantino, le ataca con su artillería. Martín soporta como puede el fuego enemigo, sufriendo numerosas bajas, pero los berberiscos no se atreven a abordarle por el nutrido fuego con que les recibe cuando lo intentan. Al anochecer empieza a soplar una brisa que permite a Martín alejarse de sus atacantes.
El caso fue estudiado en los ambientes navales de la época, por la resistencia mostrada por la nao al no haberse hundido después de un ataque artillero de varias horas.